# شپای (آلمان)
شپای (به آلمانی: Spay) یک شهر در آلمان است که در ماین-کبلنتس واقع شده‌است. شپای ۱٬۹۷۷ نفر جمعیت دارد.